# Styal
Styal är en by och en civil parish i Cheshire East i Cheshire i England. Orten har 1 051 invånare (2011). Skapad 2011 (CP).